# Јанош Хрутка
Јанош Хрутка (мађ. Hrutka János; Будимпешта, 26. октобар 1974) бивши је мађарски професионални фудбалер који је играо на позицији бека. Представљао је репрезентацију Мађарске на међународном нивоу између 1998. и 2002. године.

## Каријера

### Клуб
Јанош Хрутка рођен је у Будимпешти 26. октобра 1974. године и детињство је провео у Кебањи. Своју фудбалску каријеру започео је у тиму Ломбик из Кебање када је имао шест година, а затим се са 11 година придружио омладинском тиму ференцвароша. Први пут је заиграо за сениорски тим Ференцвароша 1993. године, исте године када је два месеца играо на позајмици у МТК. Са Фрадијем је освојио Куп Мађарске 1993, 1994. и 1995. године, а 1995. године и првенство. То је Ференцварошу омогућило да се пласира у квалификациони круг Лиге шампиона и постане први мађарски тим који је ушао у главну фазу турнира. Хрутка је два пута наступао за Реал Мадрид, против Грасхоперса и Ајакса, и оба пута је освојио шампионат, као и Суперкуп 1994. и 1995. године.
У 1998. години прешао је у Кајзерслаутерн, новајлију у Бундеслиги, и заједно са саиграчем голманом Лајошем Сичем освојио је Бундеслигу. Наредне године играо је у Лиги шампиона у групној фази против ПСВ-а и стартовао у оба четвртфинална меча против Бајерна из Минхена.
Потписао је за Ференцварош 2000. године и следеће године поново је освојио шампионску титулу. Затим је 2002. отишао на позајмицу у Вашаш, а потом у будимпештански Хонвед, где се повукао из активног играња 2003. године.

### Репрезентација
Хрутка је често био резерва у репрезентацији, па је тако био део тима Мађарске, иако понекад није улазио у игру. Учествовао је на Европском првенству У19 у фудбалу 1995. године, где су освојили пето место. Био је део олимпијског тима 1996. године, али није имао прилику да игра. У сениорској репрезентацији дебитовао је 1998. године и последњи пут наступао 2002. године. Остао је запамћен по мајсторским слободним ударцима против репрезентација Румуније, Енглеске и Литваније, носећи дрес са националним грбом.<ref name = "Хрутка">
Однос и резултати прво наводе зброј голова Мађарске, колона саскором показује резултат након сваког поготка Хрутке.
| Бр. | Датум             | Стадион              | Противник | Скор | Резултат | Такмичење       |
| --- | ----------------- | -------------------- | --------- | ---- | -------- | --------------- |
| 1   | 27. мај 1998.     | Њиређхаза, Мађарска  | Литванија |      | 1 : 0    | Пријатељска     |
| 2   | 14. октобар 1998. | Будимпешта, Мађарска | Румунија  |      | 1 : 1    | Еуро 2000 квал. |
| 3   | 28. април 1999.   | Будимпешта, Мађарска | Енглеска  |      | 1 : 1    | Пријатељска     |

## Достигнућа

### Клуб
Ференцварош
- НБ I шампионат:
  - шампион: 1994/95, 1995/96, 2000/01.
- Куп Мађарске шампион: 
  - победник: 1992/93, 1993/94, 1994/95
- Суперкуп Мађарске у фудбалу:
  - победник: 1994, 1995
- УЕФА Лига шампиона
  - групна фаза: 1995/96

 Кајзерслаутерн
- Бундеслига
  - шампион: 1997/98.
- УЕФА Лига шампиона
  - четвртфинале: 1998/99.